# مجنون (فیلم ۱۹۸۰)
مجنون (به انگلیسی: Maniac) یک فیلم اسلشر و وحشت روان‌شناختی آمریکایی در سبک فیلم بهره‌کشی محصول سال ۱۹۸۰ به کارگردانی ویلیام لوستیگ و نویسندگی سی.ای. روزنبرگ است. جو اسپینل در نقش فرانک زیتو، یک قاتل زنجیره‌ای ایتالیایی-آمریکایی ساکن شهر نیویورک که زنان جوان را می‌کشد، بازی می‌کند.
در سال ۲۰۱۲ این فیلم توسط فیلم‌ساز فرانسوی فرانک خلفون مورد بازسازی قرار گرفت و با عنوان مجنون منتشر شد.